# Харьковка (Башкортостан)
Харьковка — исключённая из учётных данных в 1981 году деревня Михайловского сельсовета Архангельского района БАССР (современная Республика Башкортостан).

## История
По данным на 1952 год, село Харьковка являлось административным центром Харьковского сельсовета Улу-Телякского района БАССР.
Ликвидирована согласно Указу Президиума ВС Башкирской АССР от 14.09.1981 N 6-2/327 «Об исключении из учётных данных некоторых населённых пунктов по Административно-территориальному делению Башкирской АССР».

## Географическое положение
Находилась на берегу реки Осокина, возле пруда. Недалеко от Харьковки располагается урочище Кумурсактур.
Расстояние до:
- районного центра (Архангельское): 48 км,
- центра сельсовета (Михайловка): 8 км,
- ближайшей железнодорожной станции (Улу-Теляк): 38 км.

## Население
На 1 января 1969 года проживали 80 человек, преобладающая национальность — русские.